# Fichier des contrats d'assurance vie
Le fichier des contrats d’assurance vie (ou FIchier des COntrats d'assurance-VIE « FICOVIE »,) est un fichier de l'administration fiscale française recensant les contrats de capitalisation et placements de même nature, notamment les assurances-vie.

## Historique
Introduit par la loi de finances rectificative pour 2013 (article 10), « FICOVIE » est mis en application par un décret de 2015 et un  arrêté de février 2016.
Un arrêté de janvier 2017 a ajouté la date du décès du souscripteur au fichier.
En janvier 2017, le Conseil d'Etat a rejeté un recours pour excès de pouvoir contre l'arrêté de création du fichier « FICOVIE ».

## But
Ce fichier national est destiné à lutter contre le blanchiment, le financement du terrorisme, ou la déshérence des contrats (en facilitant la recherche des bénéficiaires comme inscrit dans la loi Eckert).

## Contenu
Ce fichier contient la liste des contrats d'assurance-vie et de capitalisation d'un montant supérieur ou égal à 7 500 €, et les données personnelles des souscripteurs et bénéficiaires,.
Il est alimenté par les déclarations obligatoires des organismes financiers depuis le 1er janvier 2016.  
Les infractions à ces obligations déclaratives sont passibles d'une amende de 1 500 € par absence de dépôt de déclaration et, dans la limite de 10 000 € par déclaration, de 150 € par omission ou inexactitude déclarative. 
Les données sont conservées 30 ans après le dépôt de la déclaration de dénouement (20 ans dans le cas de versements de sommes à la Caisse des dépôts et consignations). 

## Consultation
Les données sont consultables par : 
- les agents de la Direction générale des Finances publiques (DGFIP)[3]
- les agents et de la Haute Autorité pour la transparence de la vie publique[12]
- les officiers de police judiciaire de la police nationale et de la gendarmerie nationale, ainsi que les agents des douanes et les agents des services fiscaux habilités à effectuer des enquêtes judiciaires[13].

Les notaires doivent interroger ce fichier lors des successions,, par demande auprès de l'administration fiscale.